# Ebracher Knast-Camp
Das Knast-Camp – in einigen Flugblättern auch als „Rote Knastwoche“ angekündigt – war eine Aktion von APO-Mitgliedern und Sympathisanten, die vom 15. bis zum 19. Juli 1969 im oberfränkischen Ort Ebrach (Landkreis Bamberg), in angrenzenden Gemeinden und Bamberg stattfand.

## Vorgeschichte
Anlass für das Knast-Camp war die Inhaftierung des 22-jährigen Münchner Studenten und SDS-Mitglieds Reinhard Wetter, der wegen Aufruhrs und Landfriedensbruchs zu 9 Monaten Gefängnisstrafe verurteilt worden war. Nach einem Monat Haft in der JVA Stadelheim/München wurde er in die Jugendstrafanstalt in Ebrach verlegt, wo er noch sechs Monate seiner Strafe verbüßte.
Bereits am 10. Mai 1969 kamen nach einem Aufruf von Fritz Teufel, dessen Münchner Mitbewohner Reinhard Wetter war, etwa 80 Menschen zur „Knast-Kampagne“ nach Ebrach, um Reinhard Wetter mit Holzbohlen und Rammböcken symbolisch aus der Justizvollzugsanstalt zu befreien. Nach den unbefriedigenden Ergebnissen dieses Aktionstages plante man für die Woche vom 15. bis 21. Juli 1969 eine zweite, größere Veranstaltung in Ebrach.

## Organisatoren
Auch die Initiative für das Knast-Camp ging von Fritz Teufel aus. Nach der missglückten Solidaritätsaktion vom 15. Mai 1969 organisierte seine Münchner Kommune „Wacker Einstein“ zusammen mit der Münchner Rechtshilfe der APO das Ebracher Knast-Camp. Als lokale Mitveranstalter trat der Bamberger Polit-Buch-Laden „Smash“ auf. Um diesmal mehr Aktivisten nach Ebrach zu locken, nahm Teufel zu den Mitgliedern seiner ehemaligen Berliner Kommune I (K I) Kontakt auf. Der Zentralrat der umherschweifenden Haschrebellen, wie sich die Gruppe um die ehemaligen K I-Mitglieder Dieter Kunzelmann, Thomas Weisbecker oder Ingrid „Ina“ Siepmann in der Zwischenzeit nannte, mobilisierte weitere APO-Aktivisten aus Berlin.

## Beteiligte
Im Lauf der Woche kamen zwischen 120 und 150 Menschen aus dem APO-Umfeld zu der Veranstaltung zusammen, vor allem aus München, Berlin, Frankfurt und Bamberg. Unter den Teilnehmern waren auch viele, die dem militanten Flügel der linken Szene zuzurechnen waren: Andreas Baader, Gudrun Ensslin, die künftigen Anführer der Roten Armee Fraktion (RAF), daneben Brigitte Mohnhaupt, Irmgard Möller, Juliane Plambeck, Rolf Heißler, Ralf Reinders und Astrid Proll. Dazu kamen die verbliebenen Mitglieder der Berliner K I, der aus Bamberg stammende Dieter Kunzelmann, Georg von Rauch, Thomas Weisbecker und Ina Siepmann. Aus Rom waren außerdem einige italienische Gesinnungsgenossen von den „Ucelli“ angereist.

## Ablauf
In Erwartung der neuerlichen APO-Aktivitäten in Ebrach, die durch diverse Aushänge und Flugblätter im Vorfeld der Veranstaltung auch den politisch Verantwortlichen bekannt waren, reagierte das zuständige Landratsamt Bamberg. Landrat Otto Neukum (CSU) erließ eine Kreisverordnung, die wildes Zelten grundsätzlich untersagte. Die Organisatoren hatten im Vorfeld zwar von einem Landwirt in Obersteinach (Landkreis Bamberg) eine Wiese gepachtet, die Kreisverordnung forderte aber nun für die Errichtung eines Zeltlagers das Vorhandensein von sanitären Einrichtungen. Aus diesem Grund – und wegen der Androhung einer Geldstrafe von 2000,- DM – zog der Landwirt kurzfristig seine Genehmigung zurück.

### Dienstag, 15. Juli 1969
Am 15. Juli wartete bereits die bayerische Bereitschaftspolizei vor der geplanten Zeltwiese auf die ersten Camp-Teilnehmer. Im Laufe des Tages irrten 35 Fahrzeuge mit etwa 120 Teilnehmern auf Quartiersuche durch den südwestlichen Landkreis Bamberg und die angrenzenden Landkreise Scheinfeld und Gerolzhofen. Auch die Gruppe aus Berlin stieß im Laufe des Tages dazu, angeführt von Dieter Kunzelmann und Tommy Weisbecker in einem neuen Ford-Bus, den sie vom AStA der TU Berlin organisiert hatten. Schließlich lagerte der größte Teil der Gruppe mit Genehmigung des Besitzers auf einer Wiese bei Füttersee (damaliger Landkreis Scheinfeld). Am Abend zeigte man erstmals in Ebrach Präsenz; eine kleine Schar APO-Aktivisten zog mit roten Fahnen um die Justizvollzugsanstalt und diskutierte mit der Dorfbevölkerung.

### Mittwoch, 16. Juli 1969
Die Überlegungen des Landrats, die Camp-Teilnehmer würden durch die Maßnahmen des Landratsamts demoralisiert wieder abreisen, erfüllten sich nicht. Die ganze Aktion begann nur, sich zu verlagern. Am Morgen des 16. Juli 1969 brach eine Gruppe von sieben oder acht Autos in das 25 km entfernte Bamberg auf, um das Gespräch mit dem Landrat Neukum zu suchen. Von der Polizei verfolgt erreichte man – dank der Ortskenntnisse von Dieter Kunzelmann – unter Umgehung der Straßensperren auf den Zufahrtsstraßen Bamberg zur Mittagszeit.
Gegen 12.20 Uhr, während der Mittagspause, strömten etwa 40 Camper ins Landratsamt. Man gelangte bis in das Vorzimmer des Landrats, verlangte mit dem Landrat zu sprechen, der sich aber nicht vor Ort befand. Schließlich drang ein Teil der Gruppe in das Büro des Landrats ein, öffnete Aktenschränke und warf Schriftstücke aus dem Fenster. In den Lichthof des Landratsamts wurden „Freiheit für Wetter“-Flugblätter geworfen.
Die vom Pförtner verständigte Polizei begann um 12.30 Uhr, das Landratsamt von den APO-Leuten zu räumen. 39 Besetzer wurden festgenommen. Die Festgenommenen wurden auf Lastwagen der Bereitschaftspolizei verladen und dann in das Polizeipräsidium transportiert.
Bei einer Versammlung von Camp-Teilnehmern vor dem Polizeipräsidium am Nachmittag – man wollte Kontakt zu den Inhaftierten aufnehmen und Lebensmittel vorbeibringen – kam es zu einer weiteren Festnahme: Dieter Kunzelmann – der von Zeugen als Anführer der Aktion erkannt worden war – wurde in Gewahrsam genommen.
Die APO war aber an diesem Tag nicht nur im Landratsamt aktiv. Am Vormittag hatten 15 Aktivisten eine Berufungsverhandlung gegen drei Studenten besucht, die nach der Teilnahme an einem Sit-in gegen den Vietnamkrieg zu je vier Monaten Gefängnis verurteilt worden waren. Das Gericht ließ den Saal räumen. Zwei Demonstranten wurden dabei wegen Widerstands gegen die Staatsgewalt vorläufig festgenommen.

### Donnerstag, 17. Juli 1969
Am Vormittag zogen kleinere Gruppen durch die Stadt und verteilten ein Solidaritätsflugblatt mit dem Aufruf „Schüler, Lehrlinge, Jungarbeiter, zerschlagt den Terror“, das die Schülergruppe des Bamberger Franz-Ludwig-Gymnasiums verfasst hatte.
Im Bamberger Gefängnis in der Sandstraße waren unterdessen drei Richter, zwei Staatsanwälte und zwei Kriminalbeamte mit der Vernehmung der Festgenommenen beschäftigt. Als ab 14.00 Uhr die Haftprüfungstermine begannen, waren bereits über 100 APO-Sympathisanten vor dem Gefängnis versammelt. Jeder, der aus dem Gefängnistor in die Freiheit kam, wurde mit lautem Beifall empfangen.
Am frühen Abend zogen sich die Camp-Teilnehmer zum großen Teil wieder aus Bamberg zurück. In einem Konvoi von 20 Fahrzeugen, die mit Plakaten mit dem Aufruf zu einer Demonstration in Ebrach am 19. Juli bestückt waren, fuhr man wieder nach Füttersee auf die Wiese. Dort verbrachte man – im Freien kampierend und von „Bereitschaftspolizei umzingelt“ – die Nacht.

### Freitag, 18. Juli 1969
Der vierte Tag des Knast-Camps war bestimmt von der zunehmend ablehnenden Haltung der Bevölkerung, sowohl auf dem Land in Ebrach und Umgebung als auch in der Stadt Bamberg. Die Stimmung in der Bevölkerung war aufgeheizt, zum Teil durch Aussagen verschiedener Politiker, zum Teil auch durch die Berichterstattung in der lokalen Presse.
Es gab keine gemeinsamen Aktionen der Camp-Teilnehmer; ein Teil hielt sich weiterhin in Ebrach und Füttersee auf, ein anderer Teil war in Bamberg unterwegs. Sowohl auf dem Land als auch in der Stadt kam es immer wieder zu Übergriffen von aufgebrachten Bürgern gegen die APO:
- In Füttersee wurden einige Camp-Teilnehmer aus einer Gaststätte geworfen und aus dem Ort geprügelt.
- Am Abend versammelten sich ca. 40 junge Männer aus Füttersee und der Umgebung, um gegen das Lager auf der Wiese vorzugehen. Die aus Ebrach herbeigerufene Bereitschaftspolizei konnte Schlimmeres verhindern.
- In Ebrach kam es im Laufe des Tages immer wieder zu Rangeleien und zu Übergriffen aus der Bevölkerung gegen die APO-Leute.
- Vor dem Justizgebäude in Bamberg wurden aus einer Menge Schaulustiger heraus vier junge APO-Angehörige attackiert. Die Polizei musste sie in Schutz nehmen und in einem Einsatzwagen in Sicherheit bringen.
- Der Polit-Buchladen „Smash“ in Bamberg, der zum Hauptquartier der Ebracher Demonstranten in Bamberg geworden war, wurde von Bamberger Bürgern gestürmt, das Mobiliar zertrümmert, mehrere Besucher wurden krankenhausreif geschlagen, aus der Menge der Schaulustigen kam keine Hilfe für die Bedrängten.[8]

### Samstag, 19. Juli 1969
Die für den Samstag geplante Demonstration in Ebrach wurde durch das Landratsamt verboten. Die aggressive Stimmung in der Bevölkerung veranlasste viele Camp-Teilnehmer, die vorzeitige Heimreise anzutreten. Am Samstagnachmittag hatten sich ca. 100 APO-Gegner an der Wiese in Füttersee versammelt und nur ein starkes Polizeiaufgebot konnte eine gewalttätige Auseinandersetzung verhindern. Bis Mitternacht beendete die verbliebene Gruppe das Camp.

## Reaktionen

### Reaktionen aus der Politik
„Jeder Terror wird gebrochen!“ sagte der Bamberger Landrat Otto Neukum der Presse, als er von der geplanten Veranstaltung in Ebrach erfuhr. Die von ihm erlassene Kreisverordnung über die Errichtung von Zeltplätzen, in der Presse auch als „Lex Neukum“ bezeichnet, wurde auch von anderen Landkreisen aufgegriffen, in denen man Besuch von der APO befürchtete.
Die Forderung, dass jeglicher Terror zu brechen sei, betonte auch der damalige Bundesfinanzminister Franz Josef Strauß in seinem Telegramm vom 18. Juli 1969 an den bayerischen Ministerpräsidenten Alfons Goppel: „Lenke Ihre Aufmerksamkeit auf die Vorgänge im Bamberger Raum, wo die APO sich außerhalb der natürlichen Gepflogenheiten des primitivsten menschlichen Anstandes stellt. […] Diese Personen nützen nicht nur alle Lücken der Paragraphen eines Rechtsstaates aus, sondern benehmen sich wie Tiere, auf die die Anwendung der für Menschen gemachten Gesetze nicht möglich ist, weil diese Gesetze auch bei Rechtsbrechern noch mit Reaktionen rechnen, die der menschlichen Kreatur eigentümlich sind. […] Dieser Terror muss jetzt endlich gebrochen werden, damit die Bürger nicht das Vertrauen zum demokratischen Staat und zur Handlungsfähigkeit seiner Organe verlieren.“
Diese Aussagen fanden nicht nur Zustimmung, sondern sorgten auch für Proteste. So veröffentlichte der Deutsche Richterbund zwei Tage später eine Presseerklärung, in der man Strauß ein Vokabular aus „Nazizeiten“ vorwarf.

### Reaktionen aus der Szene
Nach dem vorzeitigen Abbruch des Camps und dem Nicht-Erreichen der politischen Ziele machte sich bei einem Teil der Szene Resignation breit. Das Berliner Magazin AGIT 883 brachte es in dem Artikel „Ebrach: Eine Sauerei“ auf einen Nenner: „Die Fahrt nach Ebrach war organisatorisch und politisch eine Pleite. […] Genossen waren frustriert und Leute, die man oft Genossen nennt, kifften und sonnten sich, ohne an politische Konzeptionen zu denken.“

## Nachwirkungen
Das in seiner ursprünglich geplanten Form gescheiterte Ebracher Knast-Camp hatte weitreichende Auswirkungen auf die Entwicklung des Linksterrorismus in Deutschland. Auch wenn es den Anwesenden zu dieser Zeit noch nicht bewusst war, trennten sich in Ebrach die Wege von vielen der Teilnehmer – auch was die Art ihrer weiteren politischen Vorgehensweise anging. 15 Campbesucher, darunter Kunzelmann, Siepmann, Teufel, Weisbecker, Vogler und von Rauch, reisten auf Einladung der „Uccelli“ direkt von Ebrach über München weiter nach Italien. Nachdem sie sich in Rom bei dem linken Verleger Feltrinelli Geld besorgt hatten, fuhr ein Teil der Gruppe nach Jordanien, wo sie sich in einem Lager der Al Fatah für Anschläge ausbilden lassen wollten. Nach ihrer Rückkehr im Oktober 1969 bauten sie die linksextremistischen Terrororganisationen Tupamaros West-Berlin und Tupamaros München auf.

## Film
- Die Wilden Tiere Regie: Gerd Conradt, Katrin Seybold. München, 1969 Fragmentarischer Bericht von der „Roten Knastwoche Ebrach“. Länge: 40 min. Format: 16 mm, s/w, Magnetton